# عمار احمد حنتوش
عمار احمد حنتوش (انگلیسی: Ammar Ahmad Hantoush؛ زادهٔ ۲۴ اکتبر ۱۹۷۴) بازیکن فوتبال اهل عراق بود.
وی همچنین در تیم ملی فوتبال عراق بازی کرده‌است.